# 日本鋳造
日本鋳造株式会社（にっぽんちゅうぞう、英: Nippon Chuzo K.K.）は、鋳鋼、鋳鉄品の製造を行っている日本の企業である。JFEホールディングスグループ。

## 主要製品
主な製品は鉄系鋳造品および橋梁・建築要素部品で、鉄系鋳造品には半導体製造装置向け精密部品や鉱山・防衛関係の特殊車両部品などを、橋梁・建築要素部品には斜張橋のケーブルバンド、落橋防止装置、欄干、照明、各種ジョイント部品を生産している。

## 主要事業所
- 本社 - 神奈川県川崎市川崎区白石町
- 大阪支社 - 大阪府大阪市西区西本町
- 川崎工場 - 神奈川県川崎市川崎区白石町
- 池上工場 - 神奈川県川崎市川崎区池上町 （東日本製鉄所京浜地区構内）
- 福山製造所 - 広島県福山市鋼管町 （西日本製鉄所福山地区構内）

## 創立の経緯
第一次世界大戦で世界的に船舶不足になると、日本の造船業は未曾有の好景気を享受した。そこで浅野総一郎は1916年（大正5年）に横浜造船所を設立し、同年中に浅野造船所に改称した。浅野造船所は、船体だけを造り、機関は浦賀船渠と石川島造船所に外注した。ところが、両社とも自社の造船で忙しく、浅野造船所は後回しにされたのだが、特に鋳物の遅れが目立った。そこで、浅野が鋳物工場を創立するように、浦賀船渠が提案した。こうして1920年（大正9年）9月に日本鋳造株式会社を創立した。社長は浅野総一郎、専務取締役は浦賀船渠から派遣された伊藤富蔵、取締役技師長も浦賀船渠から石田富次郎が就任した。このとき既に第一次世界大戦が終わって戦後恐慌になり、造船業は特に深刻な状況だったので、日本鋳造は創立早々苦境に陥った。

## 沿革
- 1920年（大正9年）9月1日 - 浅野総一郎（浅野財閥創始者）により、日本鑄造株式會社として発足。
- 1948年（昭和23年）12月1日 - 企業再建整備法に基づき独立、新日本鋳造株式会社設立。
- 1952年（昭和27年）11月 - 日本鋳造株式会社に社名変更。
- 1958年（昭和33年）4月 - 川崎工場に特殊鋳鋼工場を建設。
- 1958年（昭和33年）5月 - 日本鋼管川崎製鉄所よりプラグ類の生産販売業務を継承。
- 1961年（昭和36年）10月2日 - 東証2部創設にあわせ同市場に上場。
- 1962年（昭和37年）11月 - 池上工場操業開始。
- 1966年（昭和41年） - 本社を大手町から現本社所在地の白石町に移転、日本鋼管京浜製鉄所内に池上直鋳工場北工場を建設。
- 1967年（昭和42年）11月 - 福山工場（現・福山製造所）操業開始。
- 1974年（昭和49年）7月 - 川崎工場内に新製鋼工場が完成。
- 1987年（昭和62年） - 事業部制が発足。
- 1988年（昭和63年） - 本社ビル完成。
- 1989年（平成元年）10月 - 関連会社の京浜機械株式会社を吸収合併。
- 1991年（平成3年）6月 - 池上工場操業開始。
- 1999年（平成11年） - ISO9001認証取得。
- 2001年（平成13年）3月 - 東北メタルを合併、秋田製造所が発足。
- 2012年（平成24年）7月 - 日立建機と資本業務提携。第三者割当増資で日立建機がJFEスチールに次ぐ第2位の株主になる[2]。

## 関係会社
- 株式会社ダット
- 株式会社エヌシーシー